# Myslovitz
Myslovitz este o trupă de muzică rock poloneză formată în Mysłowice în 1992, de către Artur Rojek, Wojciech Powaga, Jacek Kuderski și Wojciech Kuderski.

## Componența
- Mateusz Parzymięso  – voce, chitară (din 2019)
- Wojciech (Wojtek) Powaga – chitară (din 1992)
- Przemysław (Przemek) Myszor – chitară, clape (din 1996)
- Jacek Kuderski – chitară bas (din 1992)
- Wojciech (Wojtek, „Lala”) Kuderski – baterie (din 1992)

## Foști membri
- Artur Rojek - voce, chitară (1992-2012)
- Michał Kowalonek - voce, chitară (2012-2018)
- Rafał "Księciu" Cieślik - chitară bas (1992)
- Marcin "Bongo" Porczek - baterie (1992)
- Tomasz Majorek - clape (1992)

## Foști muzicieni de concert
- Łukasz Lańczyk - voce, chitară (2018-2019)

## Discografie

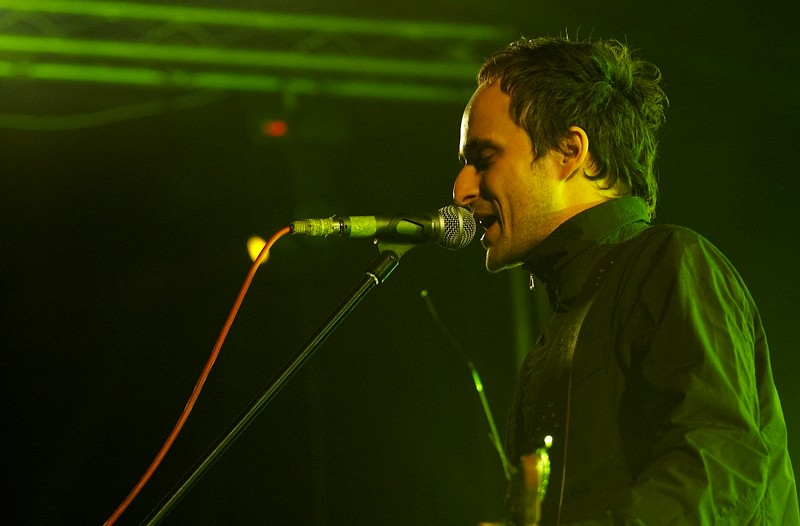
Artur Rojek in timpul unui concert din mai 2006, în Rzeszów

### Albume
| 1995                          | Myslovitz - Data: 13 martie 1995 - Label: MJM Music                                                 | 49 |                         |
| 1996                          | Sun Machine - Data: 17 septembrie 1996 - Label: Sony Music Polska                                   | —  |                         |
| 1997                          | Z rozmyślań przy śniadaniu - Data: 6 octombrie 1997 - Label: Sony Music Polska                      | —  |                         |
| 1999                          | Miłość w czasach popkultury - Data: 22 octombrie 1999 - Label: Sony Music Polska                    | 8  | - 2 x discul de platină |
| 2002                          | Korova Milky Bar - Data: 27 mai 2002 - Label: Sony Music Polska                                     | 2  | - discul de platină     |
| 2003                          | Korova Milky Bar (Versiunea engleză) - Data: 8 decembrie 2003 - Label: Capitol Records, EMI Pomaton | —  |                         |
| 2004                          | Skalary, mieczyki, neonki - Data: 4 decembrie 2004 - Label: Capitol Records, EMI Pomaton            | 3  |                         |
| 2006                          | Happiness Is Easy - Data: 19 mai 2006 - Label: Capitol Records, EMI Pomaton                         | 1  | - discul de platină     |
| 2011                          | Nieważne jak wysoko jesteśmy… - Data: 31 mai 2011 - Label: EMI Music Poland                         | 1  | - discul de aur         |
| 2013                          | 1.577 - Data: 14 mai 2013 - Label: EMI Music Poland                                                 | 8  |                         |
| 2023                          | Wszystkie narkotyki świata                                                                          |    |                         |
| „—” poziția nu a fost notată. | |    |                         |

### Muzică
Melodii:
| 1995                          | Myslovitz                           | 11 |
| 1995                          | Zgon                                | —  |
| 1995                          | Krótka piosenka o miłości           | 36 |
| 1996                          | Maj                                 | 34 |
| 1996                          | Z twarzą Marilyn Monroe             | 10 |
| 1996                          | Historia jednej znajomości          | —  |
| 1996                          | Peggy Brown                         | 2  |
| 1997                          | Blue Velvet                         | 42 |
| 1997                          | Scenariusz dla moich sąsiadów       | 17 |
| 1997                          | Margaret                            | 28 |
| 1998                          | To nie był film                     | 6  |
| 1998                          | Zwykły dzień                        | 11 |
| 1999                          | Długość dźwięku samotności          | 1  |
| 2000                          | My                                  | 1  |
| 2000                          | Chłopcy                             | 1  |
| 2000                          | Dla ciebie                          | 3  |
| 2002                          | Acidland                            | 1  |
| 2002                          | Sprzedawcy marzeń                   | 1  |
| 2003                          | Chciałbym umrzeć z miłości          | 1  |
| 2003                          | Kraków (cu Marek Grechuta)          | 1  |
| 2003                          | Sei taing kya                       | 14 |
| 2003                          | Behind Closed Eyes                  | 7  |
| 2003                          | Acidland (versiunea engleză)        | —  |
| 2003                          | Sound of Solitude                   | 30 |
| 2004                          | Życie to surfing                    | 1  |
| 2006                          | Mieć czy być                        | 1  |
| 2006                          | Nocnym pociągiem aż do końca świata | 1  |
| 2007                          | W deszczu maleńkich żółtych kwiatów | 1  |
| 2007                          | Znów wszystko poszło nie tak        | 9  |
| 2011                          | Ukryte                              | 10 |
| 2011                          | Art Brut                            | 14 |
| 2011                          | Przypadek Hermana Rotha             | 27 |
| 2012                          | Trzy sny o tym samym                | 15 |
| 2013                          | Prędzej później dalej               | 5  |
| 2013                          | Wszystkie ważne zawsze rzeczy       | 30 |
| 2013                          | Telefon                             | 25 |
| 2014                          | Koniec lata (Half Life Remix)       | —  |
| 2014                          | Tysiąc żurawi                       | 15 |
| „—” poziția nu a fost notată. |                                     |    |

## Premii și nominații
| An   | Categoria                                                              | Premiu                                                  | Comentariu |
| ---- | ---------------------------------------------------------------------- | ------------------------------------------------------- | ---------- |
| 1995 | Niedocenieni '95 / Neapreciații '95                                    | Premiu radia RMF FM                                     | Premiu     |
| 1999 | Zespół Roku / Formația anului                                          | Fryderyk                                                | Premiu     |
| 1999 | Rockowy Album Roku / Albumul rock al anului                            | Fryderyk                                                | Premiu     |
| 1999 | Piosenka Roku / Melodia anului ("Długość dźwięku samotności")          | Fryderyk                                                | Premiu     |
| 1999 | Rock, Pop, Estrada                                                     | Paszport „Polityki”                                     | Premiu     |
| 2000 | Piosenka roku / Melodia anului ("Chłopcy")                             | Fryderyk                                                | Premiu     |
| 2000 | Teledysk roku / Videoclipul anului ("Dla ciebie")                      | Fryderyk                                                | Premiu     |
| 2000 | Zespół roku / Formația anului                                          | Plebiscyt Teraz Rock                                    | Premiu     |
| 2001 | Album Roku - Muzyka Alternatywna / Albumul anului - Muzică Alternativă | Fryderyk                                                | Premiu     |
| 2002 | Najlepszy scenariusz / Cel mai bun scenariu ("Acidland")               | Yach Film                                               | Premiu     |
| 2002 | Najbardziej stylowa gwiazda muzyki                                     | Trofea Elle 2002                                        | Premiu     |
| 2002 | Best Polish Act 2002                                                   | MTV Europe Music Awards                                 | Premiu     |
| 2003 | Album roku rock (Korova Milky Bar)                                     | Fryderyk                                                | Premiu     |
| 2003 | Album roku: "Bez podziału na kraj i świat"                             | Trójkowy ekspres PR3                                    | Premiu     |
| 2003 | Best Polish Act 2003                                                   | MTV Europe Music Awards                                 | Premiu     |
| 2004 | Najlepszy album / Cel mai bun album (Korova Milky Bar)                 | Superjedynki                                            | Premiu     |
| 2005 | European Breakthrough (Korova Milky Bar)                               | Premiul Comisiei Europene                               | Premiu     |
| 2006 | Panteon Teraz Rock (tytułem: "za zasługi dla polskiej muzyki")         | Premiul Teraz Rock                                      | Premiu     |
| 2006 | Najlepszy tekst piosenki (W deszczu maleńkich żółtych kwiatów)         | Premiul special al jurnalului Wprost si al revistei WiK | Premiu     |
| 2008 | Muzyka                                                                 | Telekamery                                              | poziția 3  |
| 2011 | Best Polish Act 2011                                                   | MTV Europe Music Awards                                 | Nominație  |
| 2012 | Album roku rock (Nieważne jak wysoko jesteśmy…)                        | Fryderyk                                                | Nominație  |
| 2012 | Grupa roku / Grupa anului                                              | Fryderyk                                                | Nominație  |